# A bolygók (szvit)

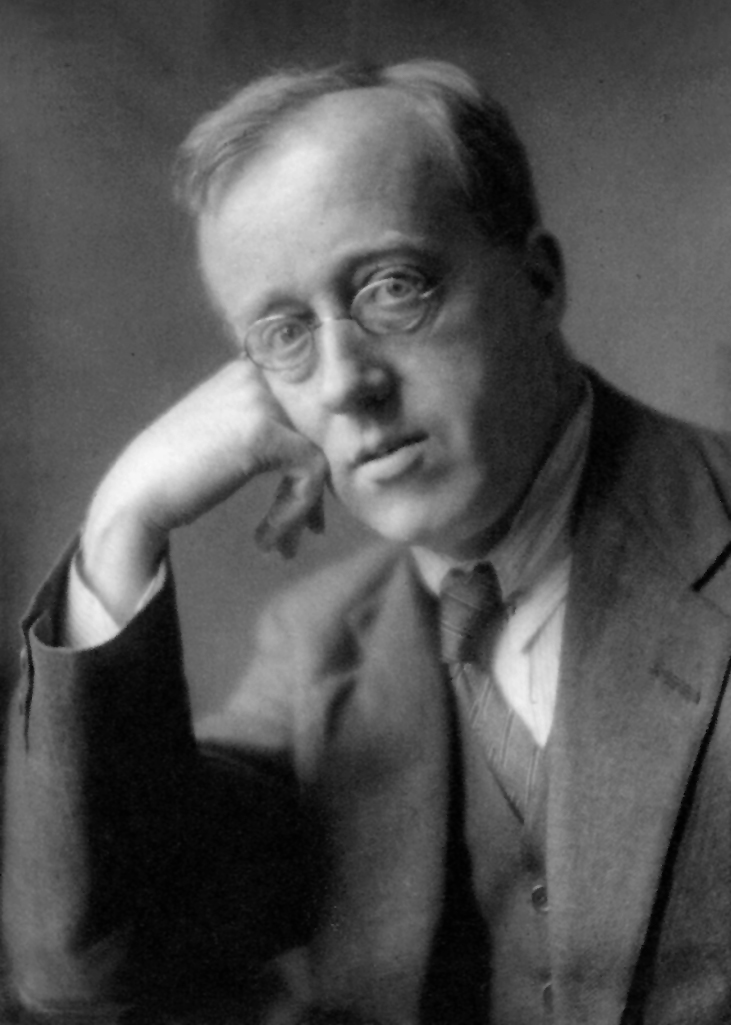
Gustav Holst 1921-ben

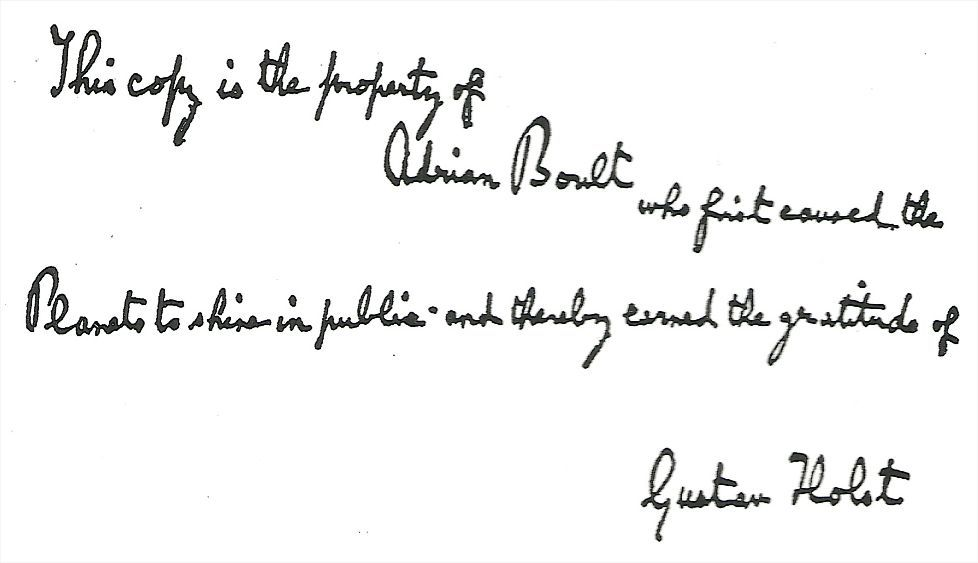
Gustav Holst dedikálása A bolygók Adrian Boultnak ajándékozott partitúráján: This copy is the property of Adrian Boult who first caused the Planets to shine in public and thereby earned the gratitude of Gustav Holst

A bolygók  (The Planets, Op. 32) Gustav Holst angol zeneszerző héttételes, 1914 és 1916 között keletkezett zenekari szvitje. A zenekarra komponált mű  minden tételét a naprendszer addig ismert egy-egy  bolygójáról nevezte el – a Föld kivételével –, a tételek a bolygók asztrológiában ismert karaktereit mutatják.

## A mű keletkezése
Gustav Holst (1874–1934) angol zeneszerző nemzetközi hírnevét A bolygók (The Planets) című nagy zenekari szvitjének köszönhette, amely az I. világháborút követően korának legismertebb angol komolyzenei alkotása lett. Nagy népszerűséget hozott a szerző számára, egyúttal azonban árnyékot vetett annak többi művére. Holst szinte minden műfajban otthonos volt, a szóló daloktól a kamaraműveken át szimfonikus darabokig és operákig. Inspirációs forrásai között fontos szerepet töltött be a hindu filozófia és a szanszkrit irodalom, valamint az angol népdal.
A bolygók egy alkotói és életrajzi krízist követően keletkezett. Holst depresszióba került, miután Sita c. operájával nem nyert a Ricordi zeneszerzői versenyen, majd a The Cloud Messenger kórusmű és a Beni Mora szvit bemutatói sem hoztak számottevő sikert. Ezért 1913 tavaszán elfogadta Henry Balfour Gardiner meghívását egy spanyolországi utazásra. Útitársa, Clifford Bax vezette be az asztrológiába, és ez az érdeklődés inspirálta egy olyan zenekari szvit komponálására, ahol minden tétel egy-egy bolygó nevét viseli. A mű formai-műfaji előzményei között Debussytől A tenger és a Három noktürn említhető, valamint két olyan alkotás, amelyet Holst a komponálás kezdetén ismert meg: Sztravinszkij Tavaszi áldozata és Schönberg Öt zenekari darabja. Nem véletlen, hogy A bolygók eredetileg a "Hét darab nagy zenekarra" címet viselte.
Holst a ciklus tervét már 1913-ban felvázolta, majd 1914 májusában látott az első tétel komponálásához. A 2. és 4. tétel még abban az évben, az 5., 6. és 7. 1915-ben, a 3. tétel 1916-ban készült. A művel kapcsolatban, amelyet Holst hangulatképek sorozatának nevezett, számos értelmezés látott napvilágot. Egyesek szerint a tételek a bolygóknak az emberi pszichére gyakorolt hatását ábrázolják, mások szerint emberi jellemvonásokra vagy a bolygóknak megfelelő római istenek fő tulajdonságaira utalnak.
A zenekari szvit tételei a következők:
1. Mars, the Bringer of War (Mars, a háború hozója, Allegro)
2. Venus, the Bringer of Peace (Vénusz, a béke hozója, Adagio – Andante – Animato)
3. Mercury, the Winged Messenger (Merkúr, a szárnyas hírnök, Vivace)
4. Jupiter, the Bringer of Jollity (Jupiter, a szeszélyes, Allegro giocoso – Andante maestoso – Tempo I – Lento maestoso – Presto)
5. Saturn,  the Bringer of Old Age (Szaturnusz, az időskor követe, Adagio – Andante)
6. Uranus, the Magician (Uránusz, a mágus, Allegro – Lento – Allegro – Largo)
7. Neptune, the Mystic (Neptunusz, a misztikus, Andante – Allegretto)

A művet Holst eredetileg két zongorára komponálta, az utolsó tétel kivételével, mivel a távoli bolygó, a Neptunusz misztikusságához túl konkrétnak ítélte a zongora hangzását, így az utolsó tételt orgonára írta, s csak később hangszerelte át az egész művét nagyzenekarra, a jelenleg is ismert változatára.

## Bemutatása
A bolygók londoni bemutatója a Queen’s Hallban 1919. február 27-én volt Sir Adrian Boult vezényletével, viszont Boult javaslatára a koncerten csak öt tétel hangzott el, a Vénusz és a Neptunusz nem. A szvit teljes bemutatójára csak 1920. november 15-én került sor, a Londoni Szimfonikus Zenekart Albert Coates vezényelte.
Mindmáig legismertebb művét ugyanakkor Gustav Holst nem tartotta legjelentősebb kompozíciójának, megítélése szerint népszerűsége háttérbe szorította többi művét.
Holst a mű egységének hangsúlyozása érdekében (kevés sikerrel) ragaszkodott a teljes előadásokhoz, csupán a 4. tétel himnikus dallamának önálló megszólaltatásával értett egyet. Utóbbit 1921-ben ő maga alkalmazta az I Vow to thee my Country (Könyörgöm az én országomat) szövegre, és ez a változat hamarosan nemzeti dallammá vált Angliában.

## Hangszerelés
szoprán és alt hangú női kar, 1 pikoló, 4 fuvola, 3 oboa, 1 basszus oboa, 1 angolkürt, 3 A és B klarinét, 1 basszusklarinét,  3 fagott, 1 kontrafagott,  6 kürt,  4 trombita, 3 harsona, 1 tenor és basszus tuba, 6 üstdob, nagydob, pergődob, cintányér,  triangulum, gong, csörgődob, harangjáték, xilofon, csőharang, cseleszta, orgona, 2 hárfa és vonós hangszerek.
Az előadása — tempóválasztástól függően — 50-55 percet vesz igénybe.

## Fordítás
Ez a szócikk részben vagy egészben  a   The Planets című angol Wikipédia-szócikk ezen változatának fordításán alapul.  Az eredeti cikk szerkesztőit annak laptörténete sorolja fel. Ez a jelzés csupán a megfogalmazás eredetét és a szerzői jogokat jelzi, nem szolgál a cikkben szereplő információk forrásmegjelöléseként.